# 尼斯草地网球俱乐部
尼斯草地网球俱乐部（Nice Lawn Tennis Club），是位于法国尼斯的网球综合中心。它在2010年开始曾是ATP世界巡回赛赛事尼斯蔚蓝海岸网球公开赛的主场。

## 历史
该场馆历史悠久，在1890年开放。它位于苏珊·朗格伦大街5号（5 Avenue Suzanne Lenglen），有18块泥地球场，包括一个中心球场。
从1895年到1970年，俱乐部主办了法国南部网球锦标赛，1971年的女子赛事是最后一次举办该赛事。
1997年联合会杯世界一组半决赛，法国对阵比利时的比赛在该俱乐部举行。

## 著名赛事
1. 尼斯草地网球俱乐部冬季杯（英语：Nice LTC Winter Cup）
2. 尼斯草地网球俱乐部锦标赛（英语：Nice Lawn Tennis Club Championships）
3. 尼斯蔚蓝海岸网球公开赛（英语：ATP Nice）
4. 法国南部网球锦标赛（英语：South of France Championships）